# Trichosaundersia lineata
Trichosaundersia lineata är en tvåvingeart som beskrevs av Townsend 1914. Trichosaundersia lineata ingår i släktet Trichosaundersia och familjen parasitflugor.
Artens utbredningsområde är Peru. Inga underarter finns listade i Catalogue of Life.